# Баннов, Павел Илларионович
Па́вел Илларио́нович Ба́ннов (21 февраля [6 марта] 1917 — 23 апреля 1959) — сержант, командир расчёта противотанкового ружья 79-й танковой бригады, Герой Советского Союза (1943).

## Биография
Родился в селе Новодесятниково (ныне в Кяхтинском районе Республики Бурятия). Русский.
Окончил начальную школу. Работал в колхозе.
В Красной Армии — в 1938—1940 годах и с 1941 года.
C февраля 1942 года — командир расчёта противотанкового ружья 79-й танковой бригады (19-й танковый корпус, 70-я армия, Центральный фронт).
Сержант Баннов 7 и 10 июля 1943 года в боях в районе деревни Молотычи (Фатежский район Курской области) подбил 8 танков противника: 6 «Тигров», 2 «Пантеры»; был ранен, но не покинул поля боя.

## Из письма однополчан Баннова к его односельчанам
Вот что писали однополчане Баннова в письме к его односельчанам :

 "Дорогие товарищи!.. Павел Илларионович Баннов в июльской битве на Орловско-Курской дуге показал, на что способны сыны Бурят-Монгольской республики. В боях по отражению летнего наступления немецких войск Павел Баннов проявил исключительную отвагу, мужество и героизм. 7 июля 1943 г., когда на наше подразделение немцы бросили в атаку свыше 40 танков, а с воздуха их прикрывали сотни немецких самолётов, Павел Баннов встретил эту лавину с противотанковым ружьём в руках.
… Павел приложился к ружью, и вот раздался выстрел, и первый танк с фашистской свастикой загорелся. Бой разгорался, немецкие автоматчики в 100—150 метрах от сержанта Баннова. В это время раздался второй выстрел, и загорелся второй танк.
Немецкие танковые артиллеристы заприметили, откуда бьёт противотанковое ружьё. Сосредоточив огонь на огневой точке сержанта Баннова, танки противника, бросив свою пехоту, двинулись на его окоп, чтобы гусеницами раздавить русского солдата.

Но Баннов не дрогнул:
«Три раза танки утюжили окоп Баннова, а затем двинулись вперёд. Отряхнувшись от завалившей земли, Павел Баннов бросил под танк противотанковую гранату.
Русский солдат оказался в сложном положении: в тылу, метрах в 30, двигались танки противника, а перед окопами, метрах в 80, шли цепи фашистов. Выручила наша артиллерия. Она открыла беглый огонь по танкам и пехоте врага. Солдаты вермахта бросилась врассыпную, а танки повернули назад. На поле боя остались десятки машин. Перешла в контратаку и наша пехота. В результате этого боя противник, потеряв много техники, большое число солдат, отступил на исходные позиции».

#### Бои 10 июля
Однако гитлеровцы, не отказавшись от намерения прорвать оборону советских войск, снова перешли в наступление. Вот как описывают этот бой однополчане Баннова:

 «10 июля 1943 г. враг бросил на наши части свыше 250 танков и до двух дивизий пехоты, а с воздуха прикрывался сотнями самолётов, которые бомбили наши боевые порядки. Началась исключительно кровавая битва.
Загремела наша артиллерия, раздались противотанковые выстрелы. В этом бою Павел Баннов подбил два танка, но сам был ранен.» 
И снова бронебойщик не отступил:
«Превозмогая боль, он не ушёл с поля боя и, будучи раненным, подбил ещё два танка. Несмотря на ранение, Павел продолжал вести огонь из ружья.
Командир роты предложил Баннову покинуть поле боя, но он сказал: „Буду драться до конца“ и подбил ещё два танка. И только тогда он выпустил ружьё из рук, когда осколком снаряда оно было всё искорежено».
За мужество и отвагу, проявленные в борьбе с немецко-фашистскими захватчиками, сержанту Баннову Павлу Илларионовичу Указом Президиума Верховного Совета СССР от 27 августа 1943 г. было присвоено звание Героя Советского Союза с вручением ордена Ленина и медали"Золотая Звезда". Подвиг сержанта Баннова послужил примером мужества и умения сражаться с немецкими захватчиками для всех бойцов и командиров 79-й танковой бригады.
Вошёл в книгу военных рекордов СССР как самый результативный бронебойщик тяжёлых танков.
После излечения вернулся в родное село. Работал лесником.
Умер 23 апреля 1959 года.

## Награды
- Медаль «Золотая Звезда» Героя Советского Союза (27 августа 1943)[1]
- Орден Ленина (27.08.1943)
- Медаль «За отвагу» (март 1943)[3]
- Медали

## Память
- В городе Кяхта (Бурятия) установлен бюст в честь Павла Баннова[4].